# Cantonul Bléneau
Cantonul Bléneau este un canton din arondismentul Auxerre, departamentul Yonne, regiunea Burgundia, Franța.

## Comune
- Bléneau (reședință)
- Champcevrais
- Champignelles
- Rogny-les-Sept-Écluses
- Saint-Privé
- Tannerre-en-Puisaye
- Villeneuve-les-Genêts